# Escadrille 50S
L’escadrille ou école d'initiation au pilotage 50S, est une unité d'instruction et de sélection des élèves de l'aéronautique navale française, créée le 1er janvier 1946 et toujours active . L'escadrille 50S a  pour mission la présélection, la formation au sol, l'entraînement et la sélection en vol des EOPAN et des officiers-pilotes issus de l’École navale.

## Historique
Créée lors de l'implantation de l'École navale à Lanvéoc Poulmic en 1945, l'escadrille 50S a pour mission l'instruction aéronautique des futurs pilotes de la marine. Elle s'installe sur le terrain d'aviation situé en surplomb de la rade et débute ses vols sur trois types d'appareils :
l'Avro Anson MK1 : avion bimoteur de conception britannique ;
le Stinson 105 : monomoteur léger utilisé pour l'initiation au pilotage ;
le Junkers Ju 52, avion allemand destiné à l'instruction à la navigation, au bombardement et à la photographie aérienne.
En 1947, l'escadrille reçoit 10 planeurs : 6 Caudron C800 et 4 Castel C-301S, et trois Morane 502 pour le remorquage.
Parallèlement à la 50S, l'"Aéro-club", doté d'une vingtaine de Stampe & Vertongen SV-4 réservés à l'École navale, se développe en 1949. Le statut civil de certains aéronefs permet aux futurs officiers de Marine d'obtenir des qualifications aéronautiques civiles.
En 1950, les bimoteurs SNCASO SO.95 Corse relèvent les Anson. L'escadrille est alors dotée de huit S0.95, deux Morane 502, cinq Junkers Ju 52 et quatorze Stampe.
En 1958, la 50S reçoit des hydravions Short S.25 Sunderland, quadrimoteurs amphibies de construction britannique bien adaptés aux missions de navigation et à l'obtention de la mention "Pilote d'hydravion". Ceci entraine le déplacement du centre d'instruction vers l'hydrobase du Poulmic, un plan d'eau parfaitement adapté aux limitations de clapot des hydravions lourds.
En 1961, l'escadrille reprend possession de l'aérodrome de Lanvéoc et assure les missions d'instruction des élèves et de soutien de la deuxième région maritime jusqu'au 1eravril 1964, date de sa dissolution.
En 1996 sa fusion avec l'École d'initiation au pilotage (EIP) / 51S de Rochefort donne naissance à l'EIP/50S. 2013 marque un nouveau changement dans l'histoire de l'EIP/50S avec le départ des MS 880 Rallye après 39 ans de bons et loyaux services. Ils sont remplacés par les Cirrus SR-20.
Dans les années 2000, sept avions Cap 10C sont perçus, 
deux ont été détruits accidentellement 
en 2014 et 2018. Ils devraient être remplacés fin 2021 et 2022.

## Bases
- BAN Lanvéoc-Poulmic (depuis janvier 1946)

## Appareils
- Cap 10 (5 en 2021, 7 prévus en 2022)[3]
- Cirrus SR-20 (opérés par Cassidian)